# فاتنايوكوتل

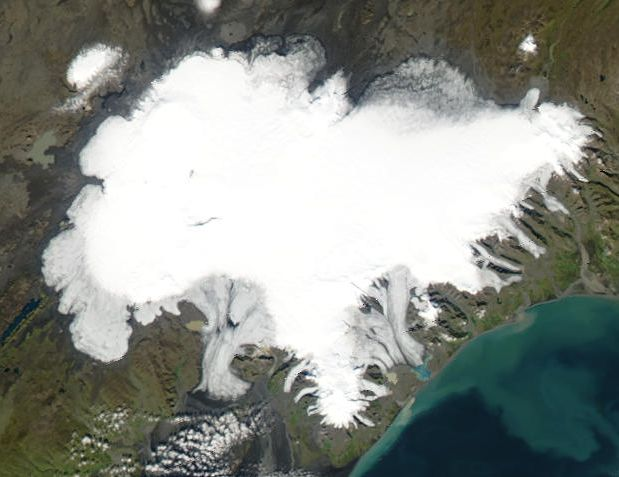
صورة فضائية يبدو فيها غطاء فاتنايوكوتل الجليدي على خريطة آيسلندا.

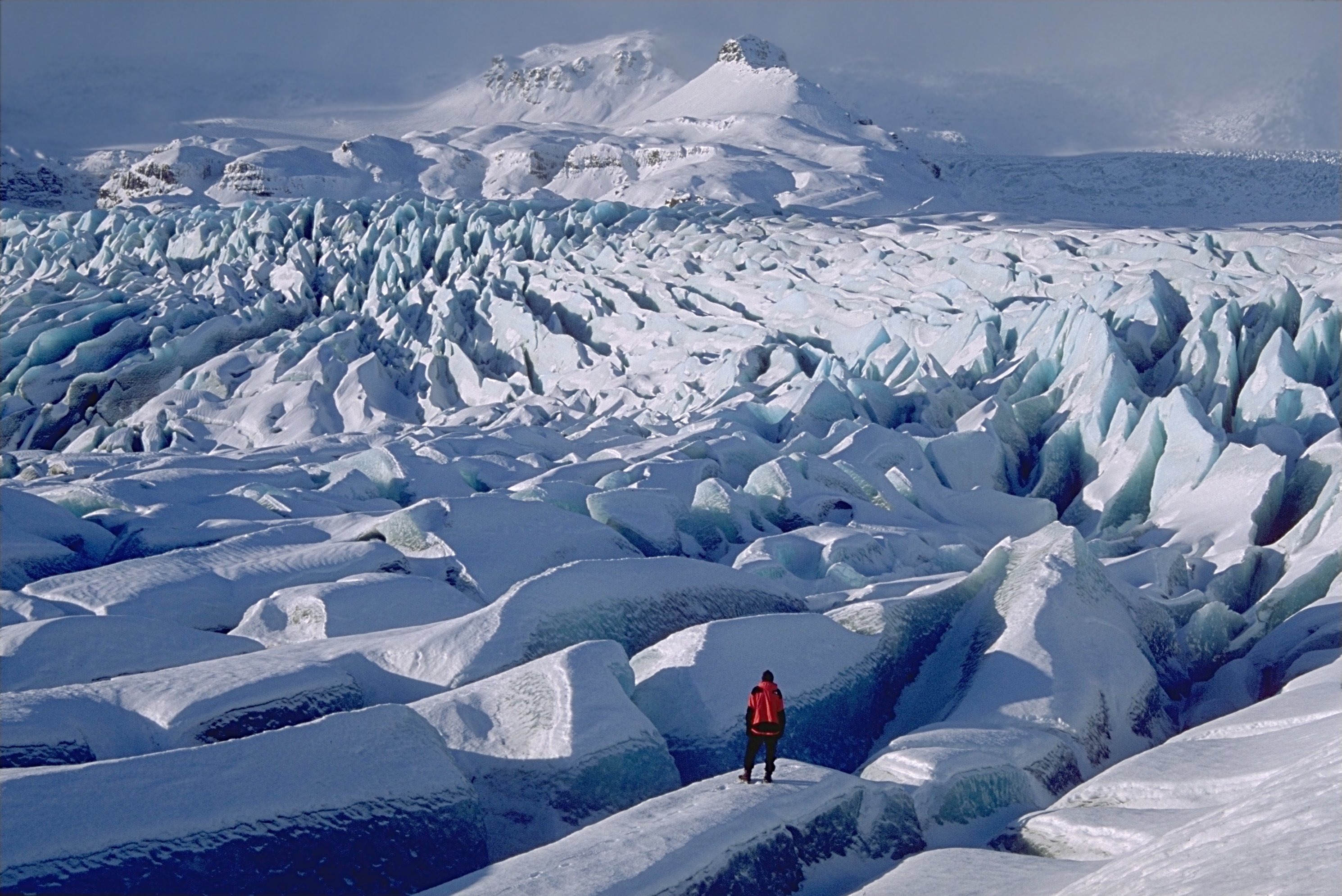
غطاء فاتنايوكوتل الجليدي

فاتنايوكوتل (باللغة الأيسلندية Vatnajökull، تلفظ ˈvaʰtnaˌjœːkʏtl̥، كما يعرف باسم مثلجة فاتنا) عبارة عن أكبر غطاء جليدي من حيث الحجم في أيسلندا، وواحد من أكبر الأغطية الجليدية في أوروبا.
يقع الغطاء الجليدي في الجنوب الشرقي لجزيرة أيسلندا، ويغطي مساحة تقدر بأكثر من 8% من مساحة البلاد.

## اقرأ أيضاً
- منطقة قطبية
- تضاريس جليدية